# Place d'Eliel
La place d'Eliel (en finnois : Elielinaukio, suédois : Elielplatsen) est une place située à l'Ouest de la gare centrale au centre d'Helsinki en Finlande.

## Présentation
Elielinaukio est une place du côté ouest de la gare centrale. au centre-ville d'Helsinki. 
La place est nommée en l'honneur d'Eliel Saarinen, le concepteur de la gare centrale.

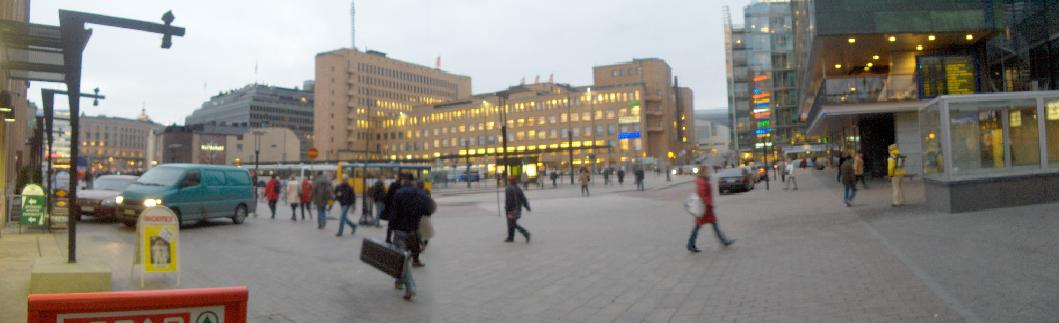
La place vue de la gare centrale.

Elle est occupée par les terminus des bus régionaux qui ont été mis en service le 27 octobre 2000.
Les bus circulent depuis et vers Elielinaukio le long de Töölönlahdenkatu, qui mène à Mannerheimintie.
Au nord de la place se trouve l'hôtel Holiday Inn, à son Est la gare centrale, à son extrémité méridionale le restaurant Vltava (fi) et à son extrémité occidentale les immeubles Postitalo et Sanomatalo.
Toutefois des projets de construction sont en cours d'élaboration.

## Galerie

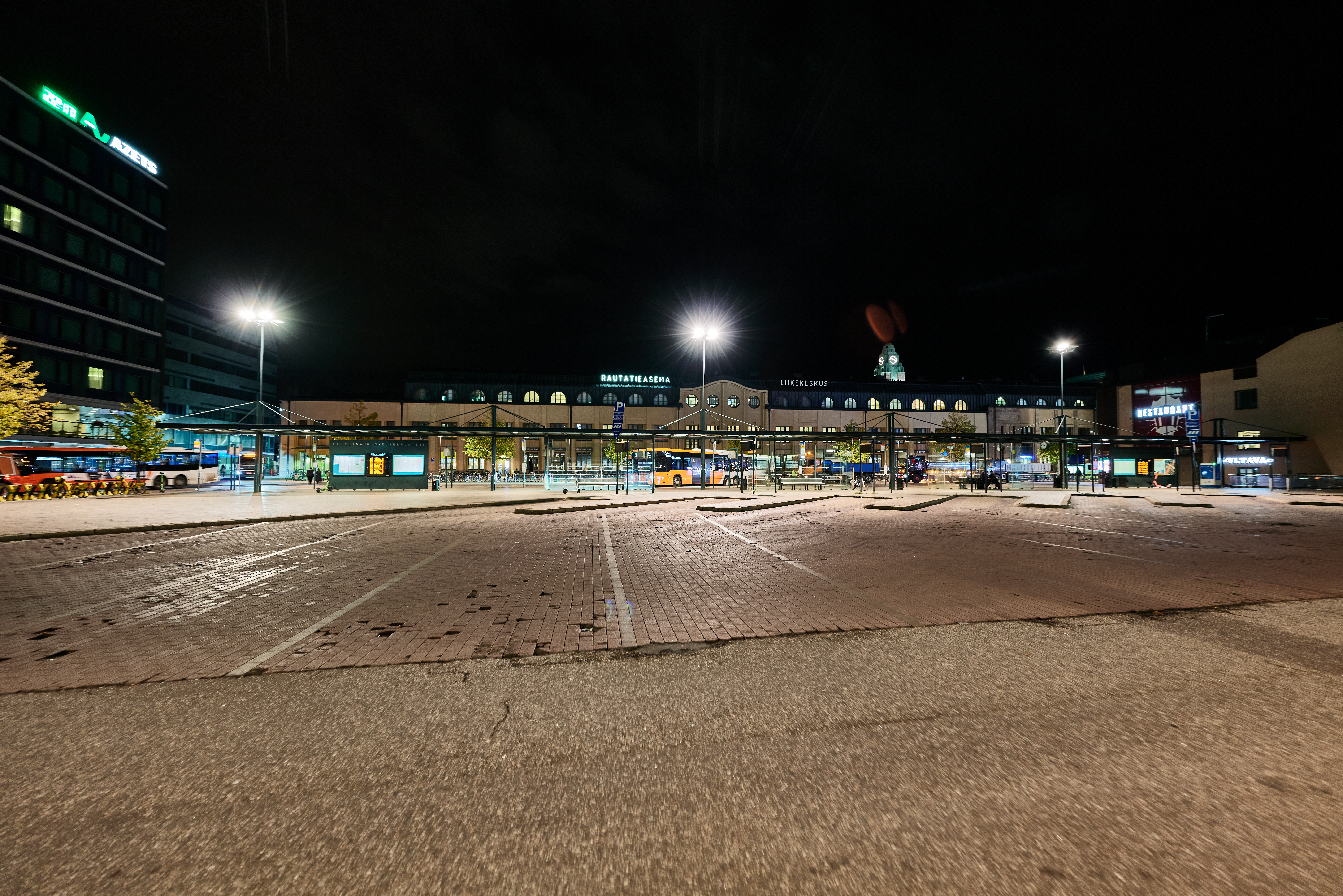
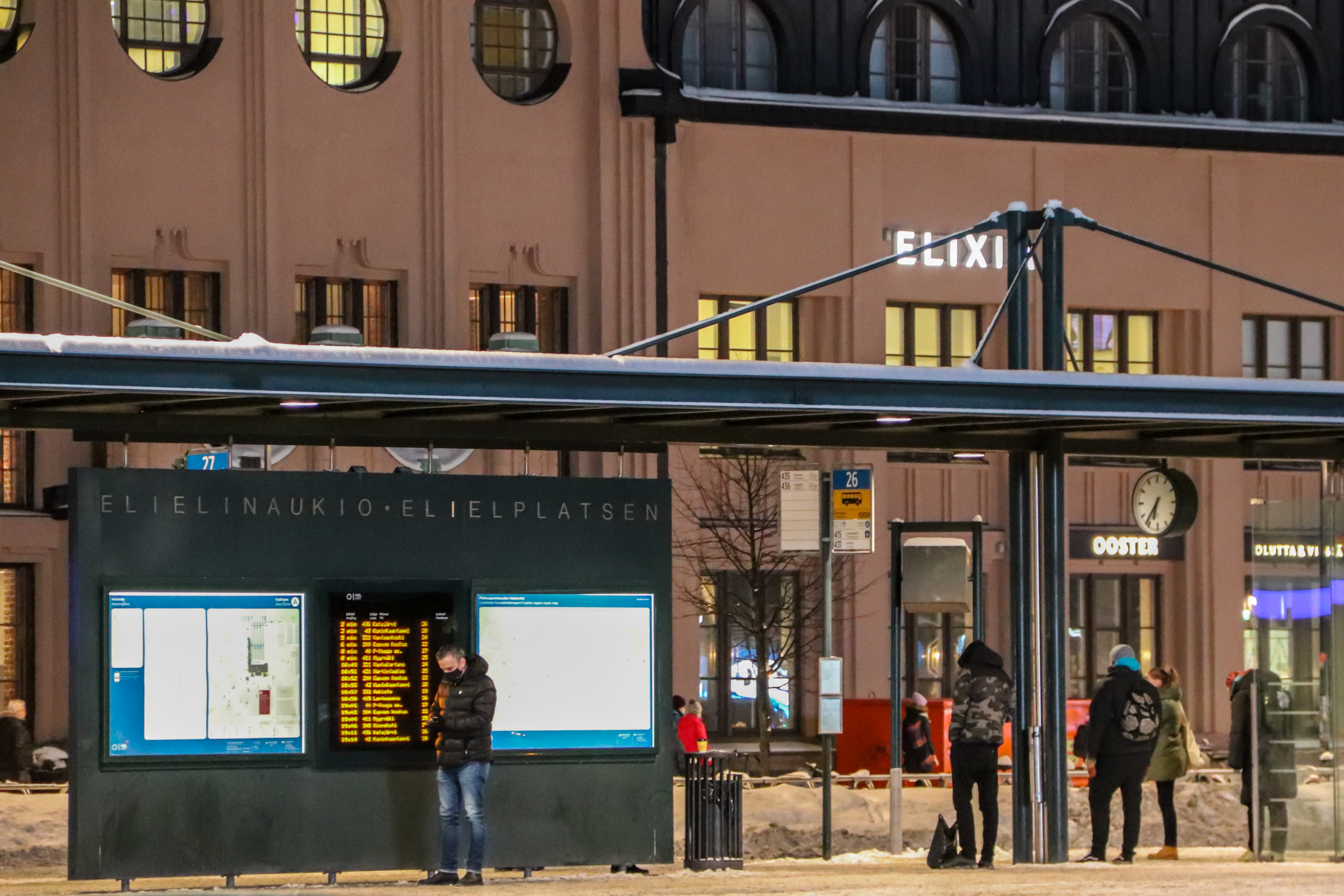
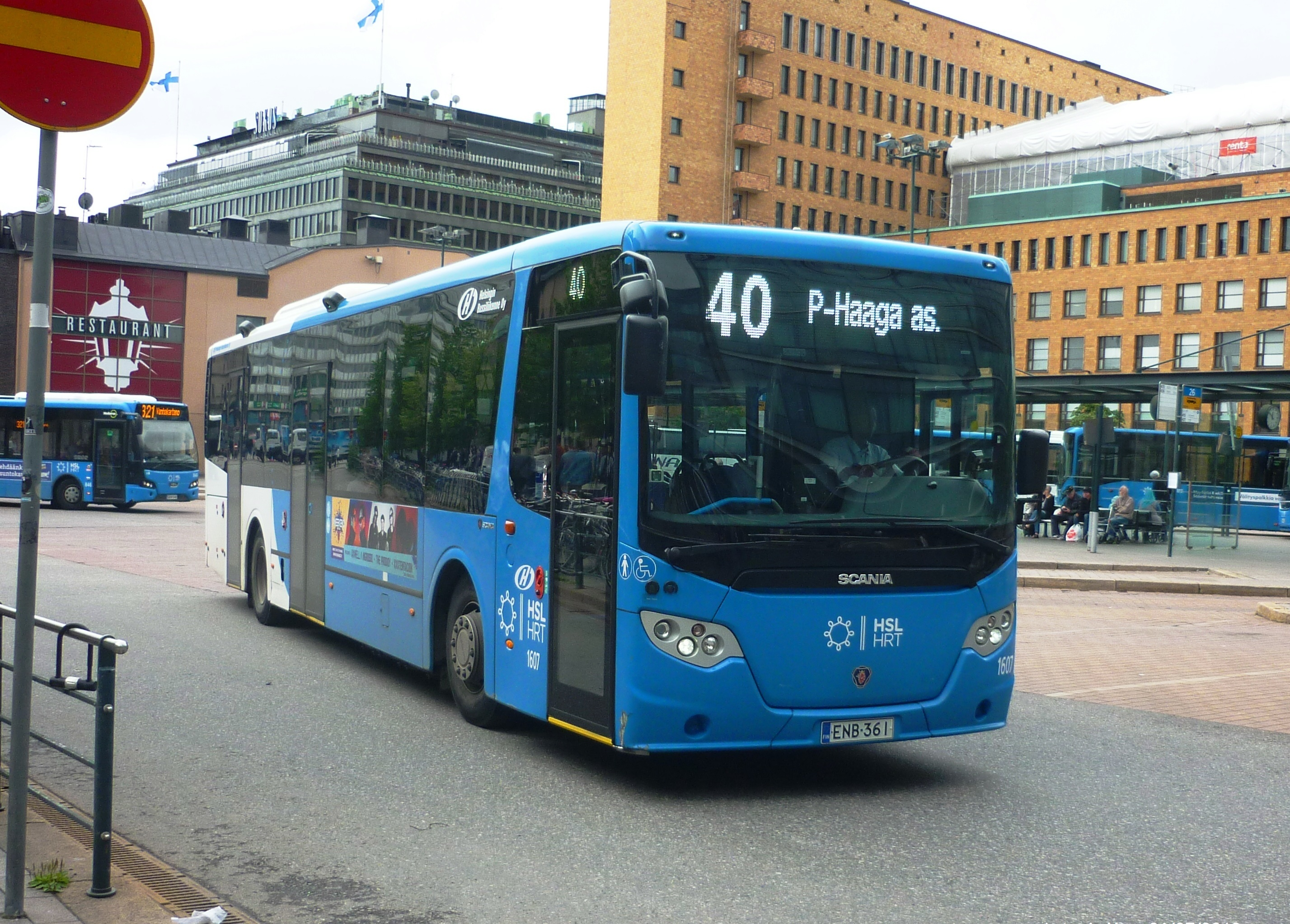

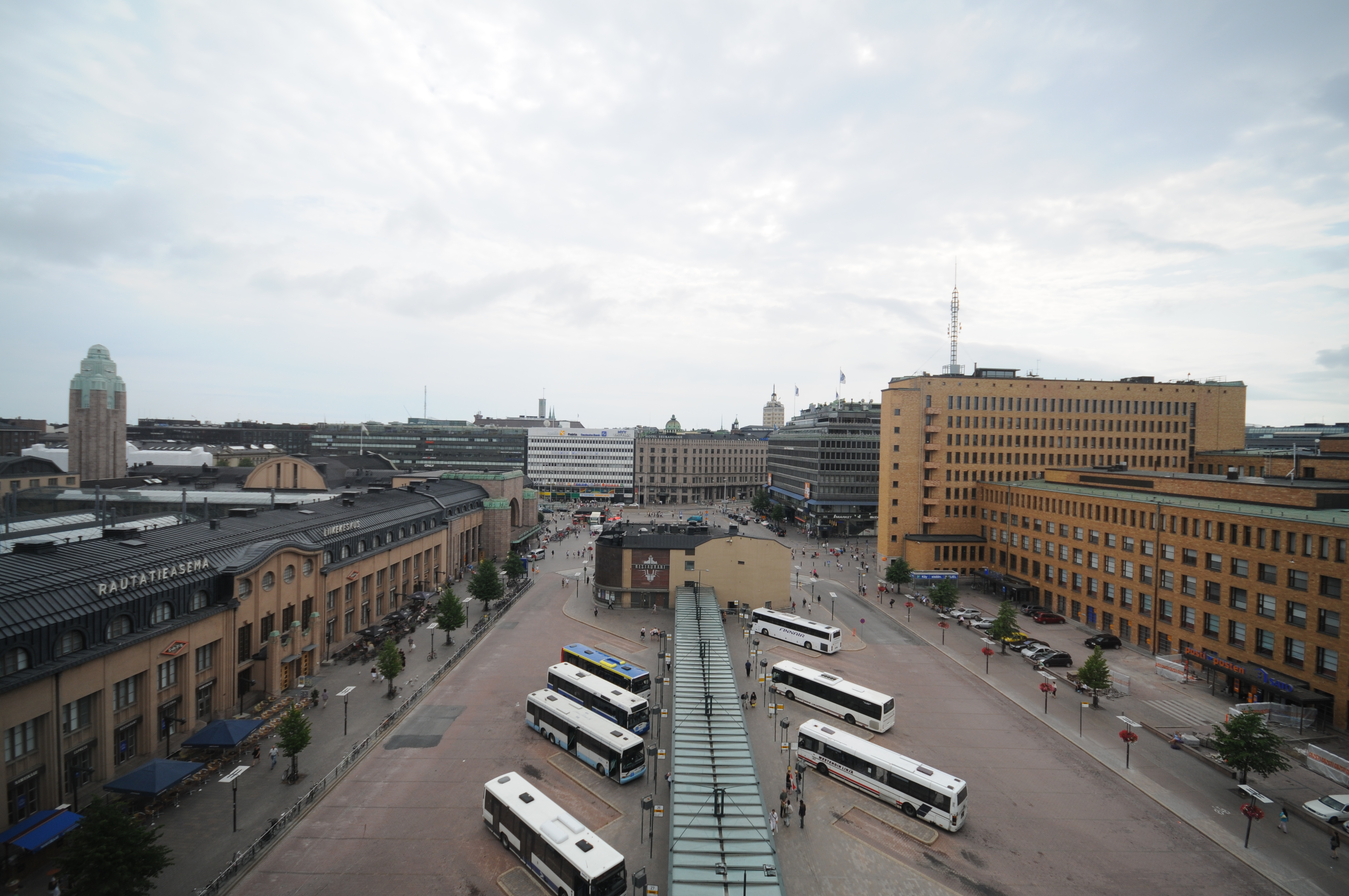
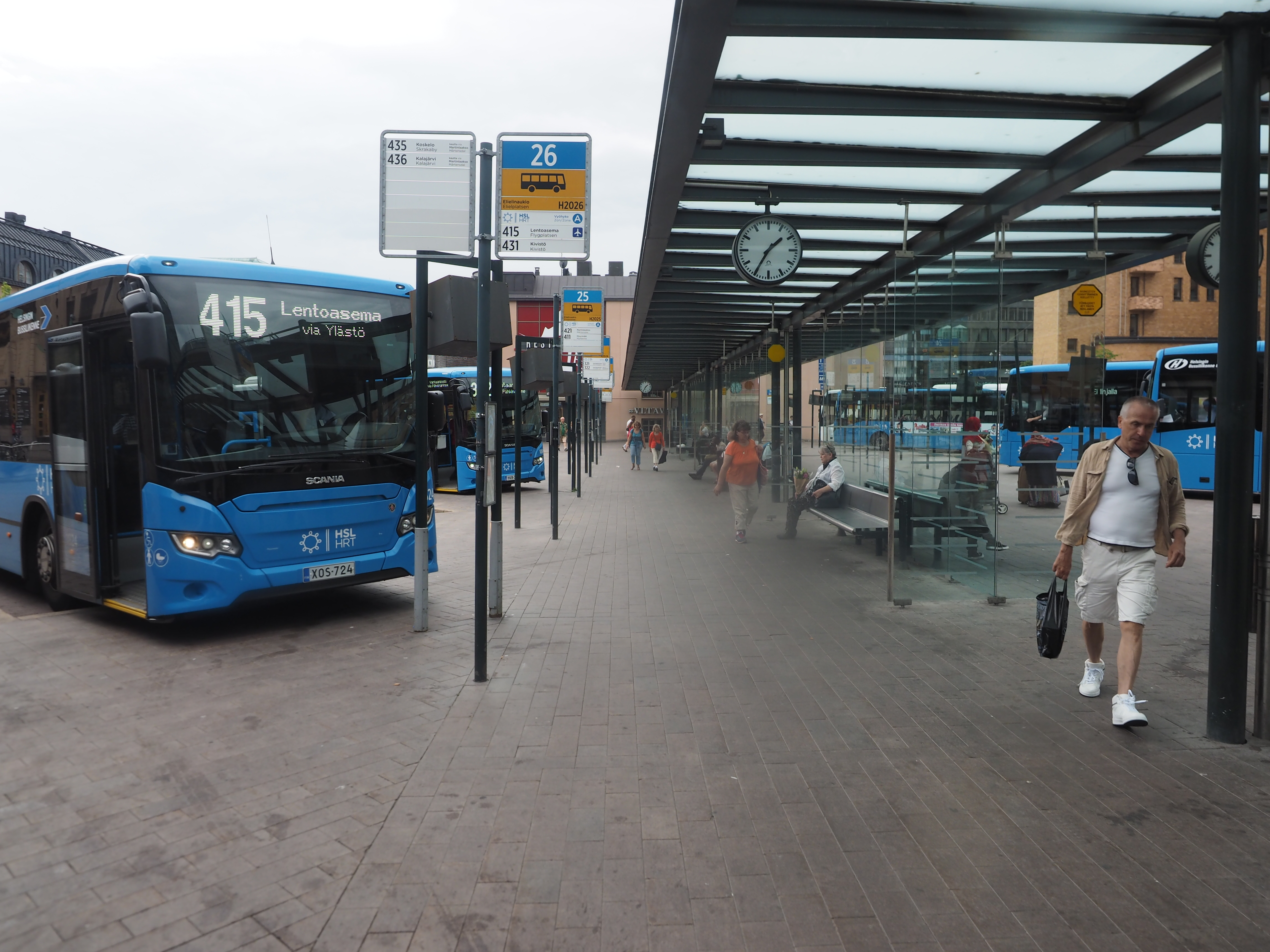

## Bus au départ de la place
| Ligne     | Quai | Destination   |
| --------- | ---- | ------------- |
| 40        | 30   | Kannelmäki    |
| 200       | 22   | Espoon keskus |
| 231N      | 22   | Järvenperä    |
| 235N      | 22   | Kuurinniitty  |
| 300       | 25   | Myyrmäki      |
| 321       | 24   | Vanhakartano  |
| 345(N)    | 24   | Rinnekoti     |
| 415N      | 28   | Aéroport      |
| 436N      | 28   | Kalajärvi     |
| 431(B(N)) | 29   | Kivistö       |